# Le Marquis
Pour les articles homonymes, voir Marquis (homonymie).
Ne doit pas être confondu avec le bâtiment Le Marquis, siège d'Euronext Bruxelles.
Pour plus de détails, voir Fiche technique et Distribution.
Le Marquis  est une comédie dramatique française réalisée par Dominique Farrugia et sortie en 2011.

## Synopsis
À l'occasion d'un braquage qui tourne mal place Vendôme à Paris, Quentin Tasseau, petit truand qui envisage de « se retirer des affaires », se fait voler l'argent de sa mallette-appât par un directeur d'agence bancaire peu scrupuleux. Tasseau parvient néanmoins à s'enfuir avant l'arrivée de la police. Mais Jo, chef de bande, ne lui pardonne pas ce casse qui se termine par un « excédent bancaire » car c'est lui qui avait avancé les cent mille euros que contenait la mallette. Tasseau, menacé de mort, veut se racheter et a une idée.
Thomas Gardesse, vendeur de systèmes d'alarme, est brutalement licencié. Privé de ressources, il se résout à cambrioler le logement d'un de ses anciens clients, boxeur, chez lequel il a fait poser l'installation et dont il connaît donc les codes. Il sait que ce client participe à un tournoi à Las Vegas et qu'il est donc temporairement absent de son domicile. Thomas s'introduit dans l'appartement et emprunte quelques liasses de billets, qu'il a prévu de restituer dès que possible, avant le retour du propriétaire. Mais le boxeur, probablement à la suite d'une défaite prématurée, surgit d'une pièce voisine et frappe Thomas d'un violent coup de poing qui l'assomme. Thomas est arrêté et condamné à six mois de prison.
En prison, à la suite d'une bagarre dont il sort par hasard victorieux, Gardesse a la « mauvaise idée » de se faire passer pour « le Marquis » auprès d'un autre détenu aussi surpris que lui et qui veut se renseigner sur son identité ; or le Marquis est un génie du casse dont personne ne connaît le visage, mais dont Gardesse connaissait la réputation du fait de son métier de poseur d'alarmes. Par l'entremise de ce détenu désormais « bien informé », la fausse identité de Gardesse parvient aux oreilles de Tasseau, qui décide de le faire évader : il a en effet besoin des talents hors pair du Marquis pour revenir en grâces auprès de Jo, dont il est débiteur.
C'est ainsi que, quinze jours avant sa sortie, à l'occasion d'une promenade dans la cour de la prison, Gardesse est enlevé par Tasseau qui a affrété un hélicoptère. Gardesse, endormi pour les besoins de l'enlèvement, est de suite placé dans une malle, elle-même aussitôt mise en soute à bagages d'un avion en partance pour Manille : en effet, un transfert de fonds de 200 millions de dollars est très prochainement prévu dans la capitale philippine.

## Fiche technique
- Titre : Le Marquis
- Réalisation : Dominique Farrugia
- Scénario : Guillaume Lemans, Jean-Paul Bathany, Dominique Farrugia, Charly Delwart, d'après leur idée
- Musique : Marco Prince
- Production : Dominique Farrugia, TF1 Productions, Pathé
- Producteur exécutif : Benoît de Lorme
- Durée : 88 minutes
- Genre : comédie dramatique
- Date de sortie :
  - France : 9 mars 2011

## Distribution
- Richard Berry : Quentin Tasseau
- Franck Dubosc : Thomas Gardesse
- Jean-Hugues Anglade : Jo
- Frédéric Bouraly : le prisonnier complice de Quentin
- Luisa Ranieri : Olga
- Sara Martins : le commandant Gilbert
- Pascale Louange : Sylvie Gardesse
- Isaure de Grandcourt : Lucy Gardesse
- Joel Torre : le commandant du SWAT à Manille
- Fred Scotlande : Yvan
- Alain Zef : Nounours
- Sébastien Castro : le directeur de la banque
- Fatsah Bouyahmed : Alex
- José Benzon Dalina : Jésus
- Julian Bugier : lui-même